# Plesiophrictus raja
Plesiophrictus raja é uma espécie de aranha pertencente à família Theraphosidae (tarântulas).